# Malwida von Meysenbug
Malwida von Meysenbug (ur. 28 października 1816, zm. 23 kwietnia 1903) – niemiecka pisarka. Propagatorka oświaty robotników i kobiet. Zaprzyjaźniona z wieloma wybitnymi osobistościami (Liszt, Nietzsche, Garibaldi, Rolland, Richard Wagner). Napisała książkę Pamiętnik idealistki, która została wydana anonimowo w 1869.
W 1901 roku von Meysenbug była pierwszą kobietą nominowaną do Nagrody Nobla w dziedzinie literatury, przez francuskiego historyka Gabriela Monoda.